# 北京大兴站
北京大兴站位于中国北京市大兴区林校路街道义和庄北里，地处既有黄村火车站西南侧，是京雄城际铁路的一座车站。

## 车站名称
车站在规划建设阶段与京沪铁路、京九铁路上的黄村站同名。2017年7月，铁五院中标黄村站综合枢纽设计招标；2018年7月，开始进行站房施工招标；2019年8月，为区别既有普速线上的黄村站，本站更名为北京大兴站。
由于京雄城际铁路列车可通达北京大兴国际机场，且北京大兴站与大兴机场站命名相近，因此每当有开往大兴机场方向的列车停靠本站时，站台工作人员会广播提醒“大兴站！没到机场！机场下一站！”，以避免乘客误降。

## 历史
2018年11月10日，车站进场施工。车站于2019年9月18日通过设计验收。有媒体报道该站计划2019年9月随京雄城际铁路同步开通。2019年9月25日15时，国家铁路公布京雄城际铁路初期运营时刻表，其中有2对列车停靠在北京大兴站，确认此车站随京雄城际铁路同步开通。
2021年6月铁路部门对李营站及黄村站进行改造工程，改造后京雄城际铁路李营至北京大兴站区间将实现复线运行，同时将新建北京大兴站至黄村站的人行天桥方便换乘，该连廊于2023年建成，但延至2024年12月26日才正式启用。
2025年4月18日，本站试验性开行始发至天津西站的京雄-津兴城际跨线列车数对，是为北京大兴站首次开行始发、终到列车，同年五一假期继续增开津兴跨线车次，导致本站单日到发旅客数量猛增。

## 车站结构

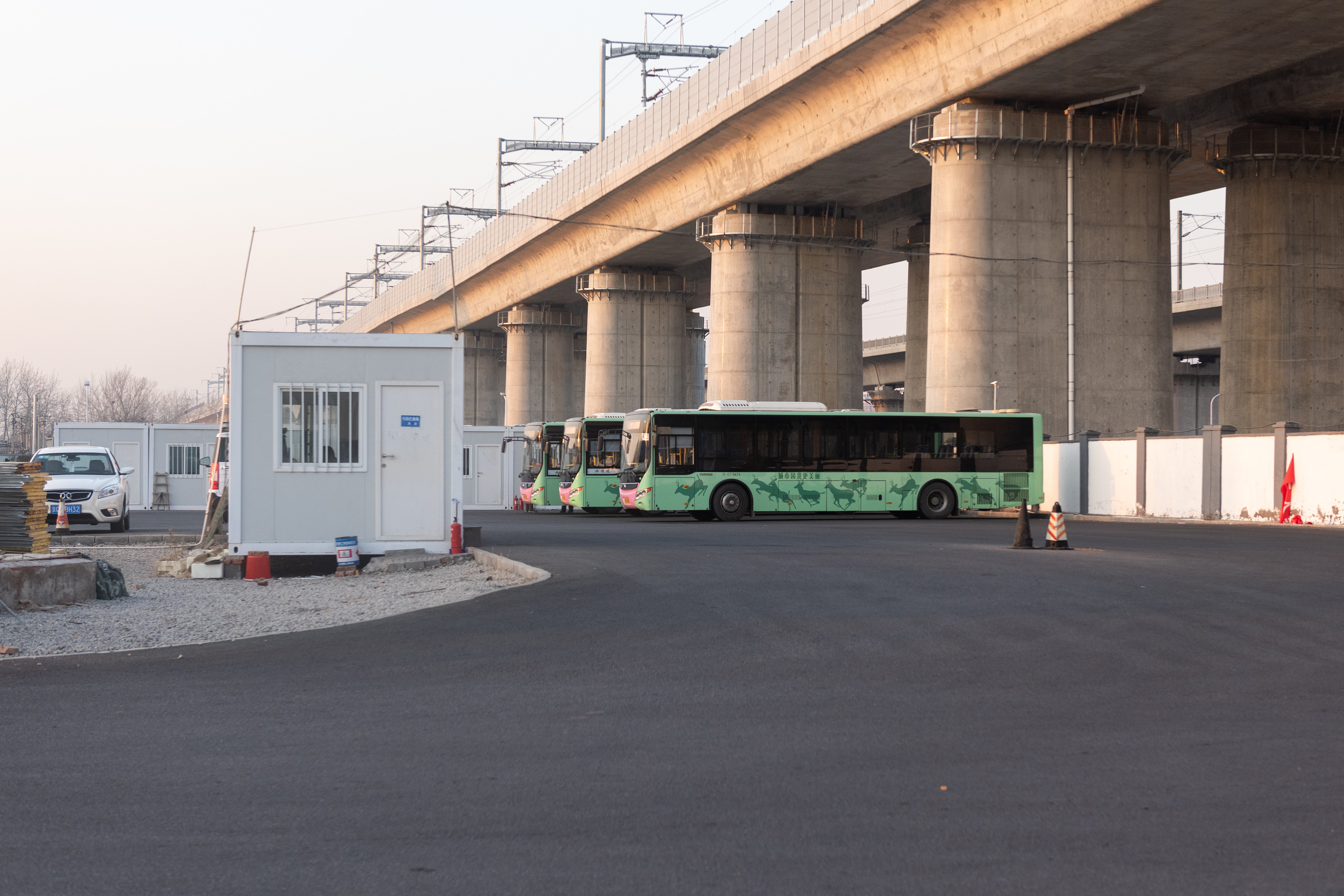
车站西北侧的公交场站（2020年12月）

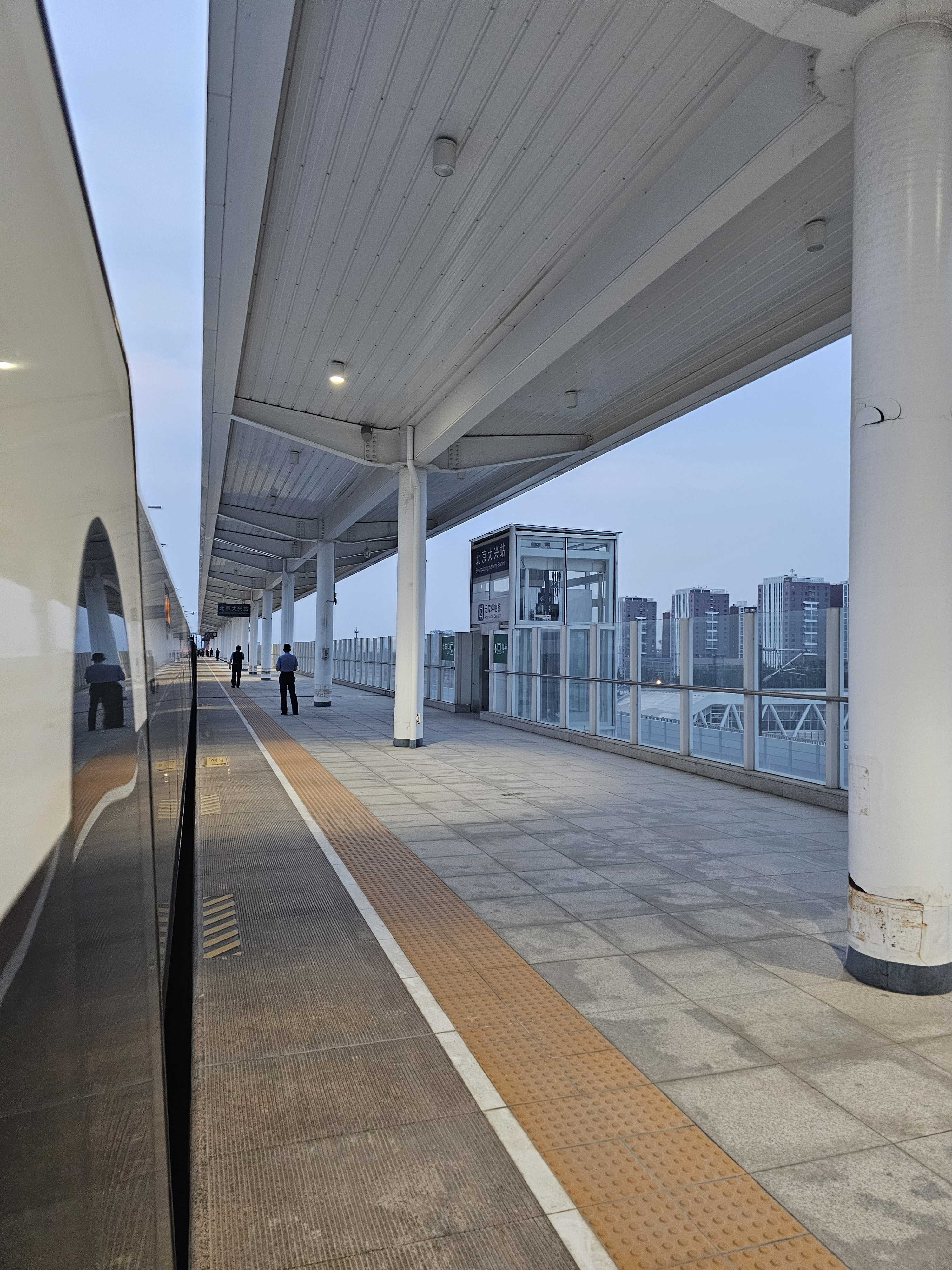
北京大兴站3号站台（2024年6月）

北京大兴站设计理念为“京南门户、迎合宇内”，为线下式站房，总建筑面积17030.68平方米。车站外立面采用玻璃幕墙和穿孔铝板幕墙相结合的方式，形成造型的柔和曲线，取自北京大兴国际机场的正立面剪影。一方面与南侧的大兴机场相呼应，隐喻兴于空港，展于新城之意；另一方面内凹的曲线形式，也代表了大兴的包容与迎合。外立面在满足站房采光需求的同时，也保证晚上站前广场的照明需求。站房公共场所的照明系统采用模块化照明系统自动化控制。
车站中心里程为DK19+230。站房桥下为2层，架空层为停车场（局部设备用房），首层为候车厅、综合服务中心（售票厅），并设置城市交通平台和城市通廊，将车站与黄村站相连。预留衔接城市跨线天桥。在架空层西侧毗邻城市道路部位为3层，局部有夹层。

### 站场
北京大兴站站台高架站台梁上，规模为2台5线，设有450米长7米宽的宽岛式站台和11.5米宽的侧式站台各一座，两侧站台均设置钢柱雨棚。
| 地上一层 | 站厅               | 自动售票机、人工售票窗口、候车区、卫生间、检票口、出入口、连接黄村站通道 |
| 地上二层 | 设备层             |                                                                          |
| 地上三层 | 侧式站台，左側開门 | 侧式站台，左側開门                                                       |
| 地上三层 | 3站台              | 京雄城际铁路 往雄安方向（大兴机场站）                                    |
| 地上三层 | 正线               | 京雄城际铁路 下行列车通过线                                              |
| 地上三层 | 正线               | 京雄城际铁路 上行列车通过线                                              |
| 地上三层 | 2站台              | 京雄城际铁路 往北京西方向（李营站）                                      |
| 地上三层 | 岛式站台           |                                                                          |
| 地上三层 | 1站台              | 京雄城际铁路 往北京西方向（李营站）                                      |